# Abbottina rivularis
Abbottina rivularis és una espècie de peix cipriniforme de la família dels ciprínids que és originari de la Xina oriental, Corea i Japó. Ha estat introduït a la conca del riu Mekong. També ha estat observat al riu Tedzhen (Turkmenistan).
Els mascles poden assolir els 11 cm de longitud total.